# Vòng loại Giải vô địch bóng đá thế giới 1994 – Khu vực Nam Mỹ
Dưới đây là kết quả các trận đấu của vòng loại giải vô địch bóng đá thế giới 1994 khu vực Nam Mỹ (CONMEBOL).
Có tổng cộng 9 đội tuyển quốc gia thuộc CONMEBOL tham dự vòng loại. Chile bị FIFA cấm tham dự do sự cố Maracanazo 1989. Khu vực Nam Mỹ được phân bổ 3 suất vé trực tiếp và 1 suất vé play-off ở vòng chung kết.
9 đội được chia thành 2 bảng. Các đội thi đấu theo thể thức sân nhà - sân khách. Số đội và suất mỗi bảng như sau:
- Bảng A có 4 đội. Đội nhất bảng vượt qua vòng loại. Đội nhì bảng tham dự trận play-off liên lục địa CONMEBOL / CONCACAF / OFC.
- Bảng B có 5 đội. Đội đứng nhất và nhì bảng vượt qua vòng loại.

## Hạt giống (CONMEBOL)
| Nhóm 1             | Nhóm 2             | Nhóm 3             | Nhóm 4         | Nhóm 5    |
| ------------------ | ------------------ | ------------------ | -------------- | --------- |
| Argentina · Brasil | Colombia · Uruguay | Ecuador · Paraguay | Bolivia · Perú | Venezuela |

## Bảng A
| VT | Đội       | ST | T | H | B | BT | BB | HS  | Đ  | Giành quyền tham dự                |     |     |     |     |     |
| -- | --------- | -- | - | - | - | -- | -- | --- | -- | ---------------------------------- | --- | --- | --- | --- | --- |
| 1  | Colombia  | 6  | 4 | 2 | 0 | 13 | 2  | +11 | 10 | Giải vô địch bóng đá thế giới 1994 |     |     | 2–1 | 0–0 | 4–0 |
| 2  | Argentina | 6  | 3 | 1 | 2 | 7  | 9  | −2  | 7  | Trận play-off liên lục địa         |     | 0–5 |     | 0–0 | 2–1 |
| 3  | Paraguay  | 6  | 1 | 4 | 1 | 6  | 7  | −1  | 6  |                                    |     | 1–1 | 1–3 |     | 2–1 |
| 4  | Perú      | 6  | 0 | 1 | 5 | 4  | 12 | −8  | 1  |                                    | 0–1 | 0–1 | 2–2 |     |     |

Colombia vượt qua vòng loại.  Argentina vào trận play-off liên lục địa CONMEBOL / CONCACAF / OFC.
| Colombia | 0–0      | Paraguay |
| -------- | -------- | -------- |
|          | Chi tiết |          |

| Perú | 0–1      | Argentina     |
| ---- | -------- | ------------- |
|      | Chi tiết | Batistuta 29' |

| Paraguay    | 1–3      | Argentina                           |
| ----------- | -------- | ----------------------------------- |
| Struway 45' | Chi tiết | Medina Bello 15', 78' · Redondo 65' |

| Perú | 0–1      | Colombia   |
| ---- | -------- | ---------- |
|      | Chi tiết | Rincón 45' |

| Paraguay                            | 2–1      | Perú                  |
| ----------------------------------- | -------- | --------------------- |
| Mendoza 14' · Chilavert 28' (ph.đ.) | Chi tiết | Del Solar 45' (ph.đ.) |

| Colombia                     | 2–1      | Argentina        |
| ---------------------------- | -------- | ---------------- |
| Valenciano 2' · Valencia 52' | Chi tiết | Medina Bello 87' |

| Argentina                        | 2–1      | Perú         |
| -------------------------------- | -------- | ------------ |
| Batistuta 32' · Medina Bello 37' | Chi tiết | Palacios 66' |

| Paraguay     | 1–1      | Colombia   |
| ------------ | -------- | ---------- |
| Rivarola 54' | Chi tiết | Rincón 22' |

| Argentina | 0–0      | Paraguay |
| --------- | -------- | -------- |
|           | Chi tiết |          |

| Colombia                                              | 4–0      | Perú |
| ----------------------------------------------------- | -------- | ---- |
| Valenciano 30' · Rincón 45' · Mendoza 66' · Pérez 76' | Chi tiết |      |

| Perú                      | 2–2      | Paraguay         |
| ------------------------- | -------- | ---------------- |
| Muchotrigo 22' · Soto 77' | Chi tiết | Mendoza 61', 81' |

| Argentina | 0–5      | Colombia                                           |
| --------- | -------- | -------------------------------------------------- |
|           | Chi tiết | Rincón 41', 74' · Asprilla 50', 75' · Valencia 85' |

## Bảng B
| VT | Đội       | ST | T | H | B | BT | BB | HS  | Đ  | Giành quyền tham dự                |     |     |     |     |     |     |
| -- | --------- | -- | - | - | - | -- | -- | --- | -- | ---------------------------------- | --- | --- | --- | --- | --- | --- |
| 1  | Brasil    | 8  | 5 | 2 | 1 | 20 | 4  | +16 | 12 | Giải vô địch bóng đá thế giới 1994 |     |     | 6–0 | 2–0 | 2–0 | 4–0 |
| 2  | Bolivia   | 8  | 5 | 1 | 2 | 22 | 11 | +11 | 11 | Giải vô địch bóng đá thế giới 1994 |     | 2–0 |     | 3–1 | 1–0 | 7–0 |
| 3  | Uruguay   | 8  | 4 | 2 | 2 | 10 | 7  | +3  | 10 |                                    |     | 1–1 | 2–1 |     | 0–0 | 4–0 |
| 4  | Ecuador   | 8  | 1 | 3 | 4 | 7  | 7  | 0   | 5  |                                    | 0–0 | 1–1 | 0–1 |     | 5–0 |     |
| 5  | Venezuela | 8  | 1 | 0 | 7 | 4  | 34 | −30 | 2  |                                    | 1–5 | 1–7 | 0–1 | 2–1 |     |     |

Brasil và Bolivia vượt qua vòng loại.
| Ecuador | 0–0      | Brasil |
| ------- | -------- | ------ |
|         | Chi tiết |        |

| Venezuela    | 1–7      | Bolivia                                                       |
| ------------ | -------- | ------------------------------------------------------------- |
| Palencia 14' | Chi tiết | Sánchez 25', 64', 70' · Ramallo 37', 61', 68' · Cristaldo 39' |

| Bolivia                   | 2–0      | Brasil |
| ------------------------- | -------- | ------ |
| Etcheverry 88' · Peña 89' | Chi tiết |        |

| Venezuela | 0–1      | Uruguay     |
| --------- | -------- | ----------- |
|           | Chi tiết | Herrera 59' |

| Venezuela  | 1–5      | Brasil                                                        |
| ---------- | -------- | ------------------------------------------------------------- |
| García 84' | Chi tiết | Raí 34' (ph.đ.) · Bebeto 70', 79' · Branco 71' · Palhinha 88' |

| Uruguay | 0–0      | Ecuador |
| ------- | -------- | ------- |
|         | Chi tiết |         |

| Ecuador                                          | 5–0      | Venezuela |
| ------------------------------------------------ | -------- | --------- |
| Muñoz 23' · E. Hurtado 40', 50', 76' · Chalá 60' | Chi tiết |           |

| Bolivia                                   | 3–1      | Uruguay         |
| ----------------------------------------- | -------- | --------------- |
| Sánchez 71' · Etcheverry 81' · Melgar 86' | Chi tiết | Francescoli 90' |

| Bolivia     | 1–0      | Ecuador |
| ----------- | -------- | ------- |
| Ramallo 18' | Chi tiết |         |

| Uruguay     | 1–1      | Brasil  |
| ----------- | -------- | ------- |
| Fonseca 79' | Chi tiết | Raí 28' |

| Bolivia                                                                      | 7–0      | Venezuela |
| ---------------------------------------------------------------------------- | -------- | --------- |
| Ramallo 8' · Melgar 58', 90' · Sánchez 69' · Sandy 75' · Etcheverry 78', 82' | Chi tiết |           |

| Brasil                 | 2–0      | Ecuador |
| ---------------------- | -------- | ------- |
| Bebeto 34' · Dunga 54' | Chi tiết |         |

| Uruguay                                  | 4–0      | Venezuela |
| ---------------------------------------- | -------- | --------- |
| Kanapkis 7', 31' · Cedrés 41' · Sosa 64' | Chi tiết |           |

| Brasil                                                                  | 6–0      | Bolivia |
| ----------------------------------------------------------------------- | -------- | ------- |
| Raí 12' · Müller 18' · Bebeto 22', 60' · Branco 36' · Ricardo Gomes 44' | Chi tiết |         |

| Brasil                                           | 4–0      | Venezuela |
| ------------------------------------------------ | -------- | --------- |
| Ricardo Gomes 2', 89' · Palhinha 29' · Evair 31' | Chi tiết |           |

| Ecuador | 0–1      | Uruguay  |
| ------- | -------- | -------- |
|         | Chi tiết | Sosa 10' |

| Uruguay                                | 2–1      | Bolivia     |
| -------------------------------------- | -------- | ----------- |
| Francescoli 3' (ph.đ.) · Fonseca 45+6' | Chi tiết | Ramallo 23' |

| Venezuela               | 2–1      | Ecuador       |
| ----------------------- | -------- | ------------- |
| García 1' · Morales 51' | Chi tiết | B. Tenorio 5' |

| Ecuador     | 1–1      | Bolivia     |
| ----------- | -------- | ----------- |
| Noriega 72' | Chi tiết | Ramallo 45' |

| Brasil           | 2–0      | Uruguay |
| ---------------- | -------- | ------- |
| Romário 72', 82' | Chi tiết |         |

## Vòng play-off liên lục địa
| Đội 1 | TTS | Đội 2     | Lượt đi | Lượt về |
| ----- | --- | --------- | ------- | ------- |
| Úc    | 1–2 | Argentina | 1–1     | 0–1     |

## Các đội tuyển vượt qua vòng loại
Dưới đây là 4 đội từ CONMEBOL vượt qua vòng loại cho giải đấu chung kết.
| Đội       | Tư cách vượt qua vòng loại       | Ngày vượt qua vòng loại | Lần tham dự trước trong Giải vô địch bóng đá thế giới1                                           |
| --------- | -------------------------------- | ----------------------- | ------------------------------------------------------------------------------------------------ |
| Colombia  | Nhất bảng A                      | 5 tháng 9 năm 1993      | 2 (1962, 1990)                                                                                   |
| Brasil    | Nhất bảng B                      | 19 tháng 9 năm 1993     | 14 (tất cả) (1930, 1934, 1938, 1950, 1954, 1958, 1962, 1966, 1970, 1974, 1978, 1982, 1986, 1990) |
| Bolivia   | Nhì bảng B                       | 19 tháng 9 năm 1993     | 2 (1930, 1950)                                                                                   |
| Argentina | Thắng trận play-off OFC-CONMEBOL | 17 tháng 11 năm 1993    | 10 (1930, 1934, 1958, 1962, 1966, 1974, 1978, 1982, 1986, 1990)                                  |

1 In đậm chỉ ra đội vô địch năm đó. In nghiêng chỉ ra chủ nhà năm đó.

## Cầu thủ ghi bàn hàng đầu
7 bàn
- Luis Ramallo

5 bàn
- Erwin Sánchez
- Bebeto
- Freddy Rincón

4 bàn
- Ramón Medina Bello
- Marco Etcheverry

3 bàn
- Milton Melgar
- Ricardo Gomes
- Raí
- Eduardo Hurtado
- Alfredo Mendoza

2 bàn
- Gabriel Batistuta
- Branco
- Palhinha
- Romário
- Faustino Asprilla
- Adolfo Valencia
- Iván Valenciano
- Daniel Fonseca
- Enzo Francescoli
- Fernando Kanapkis
- Ruben Sosa
- Juan Enrique García

1 bàn
- Abel Balbo
- Fernando Redondo
- Alvaro Peña
- Luis Cristaldo
- Marco Sandy
- Dunga
- Evair
- Müller
- Alexis Mendoza
- Wilson Pérez
- Cléber Chalá
- Carlos Muñoz
- Raúl Noriega
- Byron Tenorio
- José Luis Chilavert
- Catalino Rivarola
- Estanislao Struway
- Darío Muchotrigo
- Roberto Palacios
- José del Solar
- Jorge Soto
- Gabriel Cedrés
- José Oscar Herrera
- Luis Morales
- Oswaldo Palencia